# Julián Besteiro (metrostation)
Julián Besteiro is een metrostation in Leganés. Het station werd geopend op 11 april 2003 en wordt bediend door lijn 12 van de metro van Madrid.